# إراي كومارت
إراي إرفين كومارت (مواليد 4 فبراير 1998) هو لاعب كرة قدم سويسري يجيد اللعب في مركز قلب الدفاع ، ويلعب حاليًا لنادي نادي بلد الوليد الاسباني.

## بطولات وإنجازات اللاعب

### بازل
- دوري السوبر السويسري: 2015-2016

## روابط خارجية
- إراي كومارت على موقع الاتحاد الدولي (مؤرشف)  (الإنجليزية)
- إراي كومارت على موقع الاتحاد الأوربي (الإنجليزية)
- إراي كومارت على موقع قاعدة بيانات كرة القدم.إي يو (الإنجليزية)
- إراي كومارت على موقع ليكيب (الفرنسية)
- إراي كومارت على موقع ناشيونال فوتبول تيمز (الإنجليزية)
- إراي كومارت على موقع Soccerbase.com (لاعب) (الإنجليزية)
- إراي كومارت على موقع Soccerway.com (الإنجليزية)
- إراي كومارت على موقع عالم كرة القدم.نت (الإنجليزية)
- إراي كومارت على موقع AS.com (الإسبانية)

- Eray Cümart